# Реституция церковного имущества в России
Реститу́ция церко́вного иму́щества в Росси́и — применяемый некоторыми СМИ некорректный термин (вопрос о реституции в Российской Федерации (РФ) никем никогда не поднимался официально) для обозначения происходящего в Российской Федерации процесса передачи в собственность религиозным организациям (прежде всего Русской православной церкви (РПЦ)) некоторых категорий имущества, находившегося до 1918 года во владении тех или иных религиозных структур (РПЦ как централизованной религиозной организации с правами юридического лица в Российской империи не существовало) и перешедшего, согласно декрету «Об отделении церкви от государства и школы от церкви» СНК РСФСР от 20 января (ст. ст.) 1918 года, в собственность государства — РСФСР, а после 1991 года, по преемству, к Российской Федерации.
30 ноября 2010 года Президентом РФ Дмитрием Медведевым был подписан Федеральный закон Российской Федерации № 327-ФЗ «О передаче религиозным организациям имущества религиозного назначения, находящегося в государственной или муниципальной собственности», определяющий «порядок безвозмездной передачи в собственность или безвозмездное пользование религиозным организациям имущества религиозного назначения, находящегося в федеральной собственности, собственности субъектов Российской Федерации или муниципальной собственности».
За период с 1995 по 2010 годы религиозным организациям было передано около 1,1 тыс. культовых зданий (9,9 % от числа объектов культурного назначения, являющихся культовыми памятниками по состоянию на декабрь 1995 года). По закону № 327 Русской православной церкви к 2018 году было передано не более тысячи зданий. Таким образом к 2018 году около 80 % сохранившихся культовых памятников, национализированных в советских период, оставалось в руках государства.

## Передача церковного имущества до 2001 года
Пункты 12 и 13 декрета СНК Российской республики «Об отделении церкви от государства и школы от церкви» от 20 января 1918 года гласили: «12. Никакие церковные и религиозные общества не имеют права владеть собственностью. Прав юридического лица они не имеют. 13. Все имущества существующих в России церковных и религиозных обществ объявляются народным достоянием. Здание и предметы, предназначенные специально для богослужебных целей, отдаются, по особым постановлениям местной или центральной государственной власти, в безплатное пользование соответственных религиозных обществ».
После обретения прав юридического лица религиозными организациями в СССР в соответствии с Законом СССР от 1 октября 1990 года «О свободе совести и религиозных организациях» их права по отношению к имуществу, находившемуся уже к тому времени в их безвозмездном пользовании, остались прежними; права собственности возникали только в отношении вновь созданного на их средства имущества.
Часть изъятых зданий была снесена, но многие сохранились к концу 1980-х годов. Большинство сохранившихся было перестроено и использовалось как административные здания. Некоторые культовые здания были превращены в музеи и состояли на государственной охране как исторические памятники. Многие сохранившиеся к концу 1980-х годов культовые здания находились в ветхом и аварийном состоянии. Сохранились отчеты по обследованию бывших культовых зданий советскими властями. Так, в 1985—1986 годах было проведено обследование сохранившихся культовых зданий в Татарской АССР, выявившее более 260 культовых зданий (из них 58 были под государственной охраной как объекты истории и культового зодчества), сохранивших полностью или частично внешний вид, которые распределялись на следующие группы по техническому состоянию.:
- Хорошее состояние — 19 зданий;
- Удовлетворительное состояние — 144 здания;
- Аварийное состояние — 97 зданий (из них 84 здания пустовали).

Во время Перестройки процесс возврата верующим сохранившихся культовых зданий шел стихийно: под давлением верующих с конца 1980-х годов местные власти передавали им ранее национализированные здания. Для получения зданий в некоторых случаях отдельные представители духовенства и верующих прибегали к протестным акциям. Например, зарегистрированная в 1985 году православная община Дальнереченска (Приморский край) пригрозила властям начать с 1 февраля 1990 года голодовку в случае, если ей не вернут здание церкви, отнятое в 1929 году и позднее переданное под музей. Ранее общине в возврате здания неоднократно отказывали (в 1988 и 1989 годах). Угроза в преддверии выборов I съезда народных депутатов РСФСР (выборы должны были пройти 4 марта 1990 года) подействовала: 26 января 1990 года заседание Приморского крайисполкома решило вопрос в пользу общины верующих. 9 июля 1990 года здание передали верующим, а через неделю освятили. Директор музея, располагавшегося в здании храма, Т. Н. Гусельникова (с 1990 года она была ещё и депутатом краевого Совета) объявила голодовку в знак протеста против закрытия музея, но здание осталось у верующих.
По распоряжению Президента Российской Федерации от 31 декабря 1991 г. № 135-рп «О возвращении Русской Православной Церкви строений и религиозной литературы» РПЦ передано здание Совета по делам религий при Кабинете министров СССР вместе с его библиотекой религиозной литературы.
Распоряжением Президента Российской Федерации от 23 апреля 1993 г. № 281-рп «О передаче религиозным организациям культовых зданий и иного имущества» было поручено Правительству РФ подготовить «поэтапную передачу в собственность или пользование религиозным организациям культовых зданий, строений и прилегающих к ним территорий и иного имущества религиозного назначения, находящихся в федеральной собственности, для использования в религиозных, учебных, благотворительных и других уставных целях, связанных с деятельностью конфессий». При этом в Распоряжении № 281-рп содержалась мягкая оговорка, что при передаче следует «учитывать по возможности интересы культуры и науки».
14 марта 1995 года Правительство РФ приняло Постановление № 248 «О порядке передачи религиозным организациям находящегося в федеральной собственности имущества религиозного назначения». Оно определяло общие принципы передачи объектов религиозного назначения в собственность, пользование либо совместное пользование с учреждениями культуры. Ответственными за передачу имущества являлись: Министерство культуры Российской Федерации — для имущества, относящегося к памятникам истории и культуры, и Государственный комитет Российской Федерации по управлению государственным имуществом — для остальных объектов. Решение о передаче принимает Правительство РФ.
По состоянию на 1995 год под государственной охраной по официальным данным (письмо Министерства культуры Российской Федерации от 15 декабря 1995 года) находились 12107 культовых памятников (абсолютное большинство — православные), из которых около трети (3743) пустовали.
Среди переданных в 1990-е годы Русской православной церкви объектов религиозного назначения — Донской монастырь, храм Мученицы Татианы при МГУ, храм Сергия Радонежского в Рогожской слободе в Москве и Свято-Троицкий Ипатьевский монастырь в Костроме.

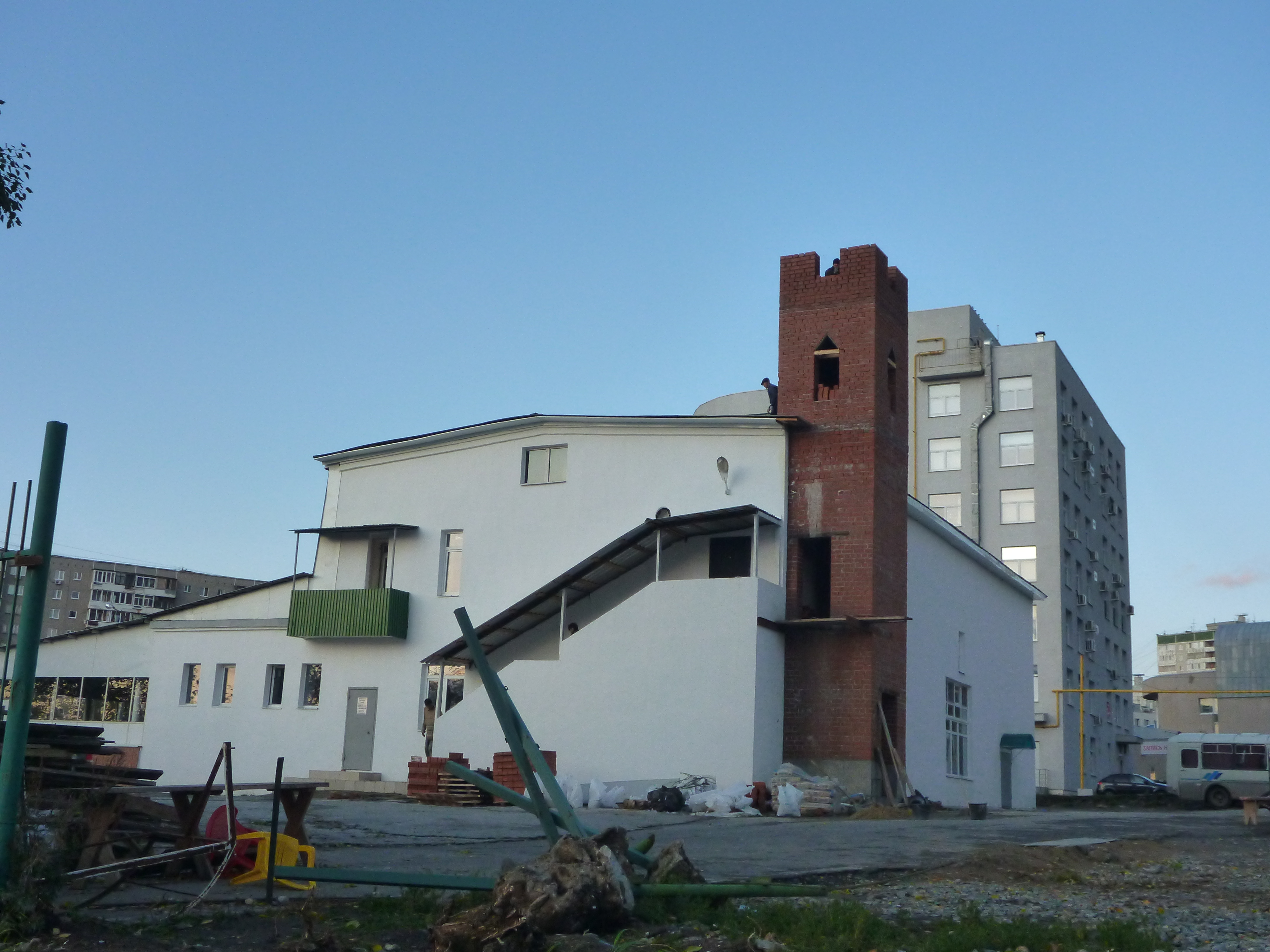
Кинотеатр «Комсомолец» в Екатеринбурге перестраивают в мечеть имени Абу Ханифы (сентябрь 2019 года)

В 1990-е годы также имела место передача религиозным организациям зданий взамен изъятых и уничтоженных в советских период. Например, в Екатеринбурге в 1990-е годы мусульманской общине было передано здание кинотеатра «Комсомолец» (советской постройки) взамен уничтоженной в советские годы мечети. В 2012 году в переданном здании начала функционировать мечеть имени Абу Ханифы. В 2022 году власти Екатеринбурга официально разрешили «религиозное использование» участка земли под этой мечетью.
Вместе с тем в 1990-е годы были приняты нормативно-правовые акты, которые ограничили возможность передачи ранее национализированной собственности религиозным организациям. Постановление Правительства № 248 от 14 марта 1995 года полностью запретило передачу в собственность религиозных организаций памятников истории и культуры, относящихся к особо ценным объектам культурного наследия народов Российской Федерации. Принятый в 1996 году федеральный закон «О музейном фонде и музеях в РФ» запретил передавать религиозным организациям движимые предметы религиозного назначения из музейных фондов (иконы, церковная утварь, раки с мощами святых).

## 2000-е годы
В 2000 году юбилейный Архиерейский собор Русской православной церкви направил письмо Президенту РФ В. В. Путину, в котором отметил, что процесс возвращения церковной собственности в России «не только не завершён, но по-настоящему и не начат», и призвал к передаче церкви храмов, икон, святынь, помещений для воскресных школ, богословских учебных заведений, приютов, региональных церковных учреждений, а также земли для монастырского приусадебного хозяйства. При этом в письме оговаривалось, что «Церковь не желает претендовать на весь объём собственности, бывшей в её распоряжении в течение того или иного исторического периода».
30 июня 2001 года вышло Постановление Правительства РФ № 490 «О порядке передачи религиозным организациям находящегося в федеральной собственности имущества религиозного назначения». В отличие от Постановления 1995 года, оно дало (см. п. 1) определение термина «имущество религиозного назначения»:

здания и сооружения с относящимися к ним земельными участками, в том числе монастырские и иные культовые комплексы, построенные для совершения и обеспечения богослужений, молитвенных и религиозных собраний, других религиозных обрядов и церемоний, а также профессионального религиозного образования) и движимого имущества религиозного назначения (предметы внутреннего убранства культовых зданий и сооружений или предметы, предназначенные для богослужебных и иных религиозных целей).
Передачу имущества осуществляет исключительно Федеральное агентство по управлению государственным имуществом. В случае, если объект является памятником истории и культуры — по согласованию с Министерством культуры РФ для объектов федерального значения и органами охраны памятников истории и культуры субъектов РФ для объектов местного значения (пп. 5 и 6). Постановление прописывало список документов, прилагаемых к обращению религиозной организации о передаче ей имущества (в том числе заключение государственного органа охраны памятников истории и культуры субъекта РФ о возможности передачи памятника истории и культуры в собственность или пользование религиозной организации, а для движимого имущества — письмо организации, за которой закреплено указанное имущество, о характере его использования и о согласии (несогласии) с передачей имущества религиозной организации либо с его совместным использованием) (п. 8а, 12в).
В 2004 году Государственная дума РФ приняла Закон «О безвозмездной передаче религиозным объединениям в постоянное пользование земель под зданиями культового назначения».
В 2007 году в МЭРТ началась разработка проекта федерального закона о передаче религиозным организациям имущества религиозного назначения, находившегося в федеральной собственности. Сообщалось, что концепцию законопроекта утвердил глава правительственной комиссии, первый заместитель Председателя правительства Дмитрий Медведев.
В 2008 году патриарх Алексий II заявил, что РПЦ не будет поднимать вопрос о реституции, однако приветствует шаги государства по возвращению церковных зданий.
В ноябре 2007 года Президент Владимир Путин по просьбе патриарха Алексия II передал в храм Христа Спасителя частицу ризы Господней вместе с ковчежцем из Музеев Московского Кремля, несмотря на протесты музейного руководства. В июле 2008 года ещё 10 экспонатов из коллекции Музеев Московского кремля были переданы РПЦ, несмотря на то, что эти экспонаты никогда не принадлежали церкви: до революции они были собственностью царской семьи, затем — государства.
В ноябре 2008 годах патриарх Алексий II обратился к Третьяковской галерее с просьбой передать в Троице-Сергиеву лавру для праздничного богослужения икону «Троица» Андрея Рублёва. Дирекция галереи была готова выдать икону, однако против выступили рядовые сотрудники музея. В результате активной кампании в прессе икона осталась в музее.
В ноябре 2009 года Министерство культуры РФ по запросу патриарха Кирилла приняло решение о передаче Торопецкой иконы Божией Матери из Русского музея в новую церковь Александра Невского в Княжьем Озере в Подмосковье. В сентябре 2010 года Русский музей продлил договор хранения иконы в церкви до марта 2011 года.

## 2010 год: обсуждение и принятие законопроекта
В январе 2010 года состоялась встреча патриарха Кирилла с Председателем Правительства РФ Владимиром Путиным. На встрече присутствовали министр культуры Александр Авдеев и глава Росимущества Юрий Петров. Путин пообещал передать Русской православной церкви Новодевичий монастырь (передача состоялась в марте того же года). После встречи подготовка законопроекта о передаче имущества религиозного назначения ускорилась.
10 февраля 2010 года на сайте Славянского правового центра был опубликован текст законопроекта; однако официальной публикации законопроекта его разработчиком — Министерством экономразвития России — до 10 февраля 2010 года не было. Заместитель министра культуры Андрей Бусыгин заявил, что по состоянию на 18 февраля 2010 года законопроект проходил доводку и не был передан в Правительство России.

### Заявления музейных сотрудников и представителей культуры
19 февраля 2010 года было распространено письмо ряда сотрудников ведущих российских музеев Президенту РФ Дмитрию Медведеву, в котором они призывали не передавать РПЦ религиозные памятники из музейных фондов, мотивируя свою позицию тем, что «передача древних храмов с фресками и иконами, а также икон и драгоценной богослужебной утвари из фондов музеев в церковное пользование выведет их из контекста культурной жизни общества и может привести к их гибели».
3 марта 2010 года работники искусства и науки опубликовали Открытое письмо Патриарху Кириллу, в котором говорилось о возможных последствиях передачи памятников истории и культуры, признанных общенациональным и мировым достоянием: «Лишение древних памятников их музейного статуса будет означать отказ от признания церковного и шире — религиозного искусства неотъемлемой частью великой культуры России и в итоге приведёт к разделению народа исключительно по конфессиональному принципу». Музейные работники призвали патриарха способствовать приостановке подготовки закона и подключению к его разработки наряду с представителями религиозных организаций также и музейного сообщества.
25 февраля 2010 года директор музеев Московского Кремля Елена Гагарина заявила, что законопроект о передаче Церкви музейных ценностей может привести к их утрате: «Когда вы приходите в любой католический храм за рубежом, то видите, что там ведутся службы и ходят туристы, образы и фрески являются музейными экспонатами и принадлежат государству, и Церковь несёт за них ответственность. Что касается нашего законопроекта, то я предполагаю, что ситуация будет совершенно иной».
9 марта 2010 года во время встречи представителей Русской православной церкви с директорами музеев и деятелями культуры директор Музея древнерусской культуры и искусства имени Андрея Рублева в Москве Геннадий Попов заявил, что документ «носит диверсионный характер». На следующий день Попов был принят Патриархом Кириллом; по итогам встречи было выпущено официальное сообщение пресс-службы Московской Патриархии, говорившее: «<…> Как отмечалось в ходе беседы, тема конфликта между музейным сообществом и Церковью является во многом надуманной и насаждается искусственно». 17 марта Попов высказал мнение, что в России пока нет достаточных условий для принятия закона о передаче религиозным организациям имущества религиозного назначения: «Я не вижу повода для этого законопроекта. Да, здания надо потихоньку передавать, но ведь законодательной базы для охраны передаваемых объектов нет, каждый может делать всё, что он хочет. Кто будет контролировать, как контролировать, кто будет отвечать — ничего этого нет».
23 сентября 2010 года директор Государственного исторического музея Александр Шкурко в интервью газете «Коммерсант» заявил: «Необходимо сформировать список, который включал бы в себя 50—60 объектов, не подлежащих передаче религиозным организациям, включив в него объекты всемирного культурного наследия ЮНЕСКО, особо ценные объекты культурного наследия народов РФ и памятники деревянного зодчества. Если отдать все церковно-культурные объекты церкви, то музеи потеряют около 0,5 млрд рублей дохода в год, а это приведёт к сокращению зарплат, повышению стоимости входных билетов». Он отметил также необходимость включения в закон нормы о совместном пользовании культурными объектами церкви и музеев
Помимо этого, 3 марта 2010 года было опубликовано открытое обращение ряда деятелей культуры России к Президенту РФ Дмитрию Медведеву, в котором авторы высказали убеждение, что «обретение Церковью некогда утраченных ею храмов и святынь, в числе которых бесценные шедевры, созданные древними мастерами, является не только актом восстановления исторической справедливости, но возвращением к первоначальному замыслу их создателей» и призвали сотрудников музеев «к соработничеству с Церковью, в котором могут быть успешно применены профессионализм и опыт».
После принятия Федеральным Собранием закона «О передаче религиозным организациям имущества религиозного назначения, находящегося в государственной или муниципальной собственности» в ноябре 2010 года музейные работники вновь выступили с его критикой: « …закон как был, так и остался антикультурным, антисоциальным и абсолютно вопиющим с точки зрения его несоответствия существующему законодательству, включая Конституцию, Гражданский кодекс и ряд федеральных законов в области культуры».

### Заявления представителей органов государственной власти
В январе 2010 года Председатель Правительства РФ Владимир Путин заявил, что проект Федерального закона «О передаче религиозным организациям имущества религиозного назначения, находящегося в федеральной и муниципальной собственности» разработан.
9 марта 2010 года заместитель министра культуры РФ Андрей Бусыгин в ходе круглого стола, посвящённого проблемам возвращения церковного имущества, высказал мнение, что процесс полной передачи Новодевичьего монастыря Русской православной церкви станет моделью для выработки закона о возвращении Церкви религиозного имущества.

### Заявления представителей религиозных организаций
17 февраля 2010 года было опубликовано мнение председателя Синодального отдела Московского патриархата по взаимоотношениям Церкви и общества протоиерея Всеволода Чаплина, который считал, что «люди, нагнетающие ажиотаж вокруг данного законопроекта», не понимают, о чём в нём идет речь: нынешний законопроект не предусматривает реституции; законопроект говорит, что статус предметов музейного фонда будет продолжать регулироваться законодательством о музеях; речь идёт исключительно об имуществе религиозного назначения, причем на 90 % он касается зданий и сооружений, которые сейчас находятся в собственности государства, но уже используются религиозными объединениями.
24 февраля 2010 года председатель Архитектурной комиссии Санкт-Петербургской епархии, профессор Санкт-Петербургской духовной академии и Академии художеств игумен Александр (Фёдоров), комментируя письмо 150 музейных работников, отмечал, что в России необходимо восстановить существовавшую до революции 1917 года систему больших и малых церковных музеев; по его мнению, вопрос местонахождения икон и предметов малых форм церковного искусства должен решаться коллегиально и отдельно по каждому предмету.
4 марта 2010 года глава синодального Информационного отдела Владимир Легойда заявил, что проект закона о возвращении церковного имущества касается зданий, а не музейных экспонатов: «Вызывающий озабоченность многих деятелей культуры и искусства проект закона не касается музейных и архивных фондов.» В тот же день Патриарх Московский Кирилл, выступая перед преподавателями и студентами Московского инженерно-физического института, призвал развивать конструктивный диалог между Церковью и деятелями культуры по поводу возвращения церковным организациям религиозных памятников: «Сегодня многие пытаются вбить клин в отношения между культурой, искусством и Церковью вокруг темы возвращения святынь. Но мы сделаем все, чтобы не удалось вбить этот клин.»
5 марта 2010 года Всеволод Чаплин сделал заявление, в котором предположил, что за позицией руководителей ряда музеев России против передачи Церкви имущества религиозного могут стоять корыстные интересы.
25 марта 2010 года протоиерей Всеволод Чаплин, председатель Информационного отдела Московского Патриархата В. Р. Легойда и архимандрит Тихон (Шевкунов) опубликовали открытое обращение в связи с письмом представителей музейного сообщества на имя Президента России Д. А. Медведева, в котором дали свои ответы на вопросы музейных сотрудников.
19 апреля 2010 года Патриарх Кирилл на встрече с руководством Уральского федерального округа в Челябинске заявил: «Никакого рассредоточения музейных фондов, никакого разрушения активов и экспозиций нет и не будет, потому что мы отдаем себе ясный отчет, что иконы в музейных экспозициях, в отличие от икон в запасниках, также работают на духовное просвещение народа.»
17 мая 2010 года протоиерей Всеволод Чаплин покинул заседание Общественной палаты, посвящённое законопроекту о передаче Церкви религиозного имущества, на котором большинство выступавших высказались критически о законопроекте, — в знак протеста против необъективности и «манипулятивности» организации слушаний.
23 июня 2010 года главный раввин (ФЕОР) России Берл Лазар заявил о намерении вернуть все культовые здания иудеев, отобранные после Октябрьской революции.

### Действия центральных органов управления религиозных организаций
Решением Священного Синода Русской Православной Церкви от 5 марта 2010 года был образован Патриарший совет по культуре под председательством Патриарха Московского и всея Руси, в компетенцию которого «включены вопросы диалога и взаимодействия с государственными учреждениями культуры, творческими союзами, общественными объединениями граждан, работающих в сфере культуры, а также со спортивными и иными подобными организациями в странах канонического пространства» Ответственным секретарём Патриаршего совета назначен наместник Сретенского монастыря в Москве архимандрит Тихон (Шевкунов).

### Обсуждение законопроекта в Государственной Думе
В сентябре 2010 началось рассмотрение законопроекта в Государственной думе РФ..
По сравнению с предварительными версиями, в текст закона была добавлена оговорка о том, что его действие не распространяется на объекты, входящие Музейный, Архивный и Библиотечный фонды РФ. Таким образом, закон не касался передачи движимого имущества, против которой активно выступали музейщики. Одновременно из текста закона исчез список особо ценных объектов культурного наследия народов РФ, не подлежащих передачи религиозным организациям.
Обсуждение законопроекта в Общественной палате привело к расколу между её членами. В заключении экспертной комиссии палаты говорилось, что «законопроект противоречит ряду принципов, закрепленных Конституцией РФ и международными нормативными актами». Согласно тексту законопроекта, «К особо ценным объектам может быть отнесено как имущество, так и само учреждение культуры, за которым закреплено данное имущество. Таким образом, законопроект допускает возможность изъятия из госсобственности отдельных объектов, что противоречит законодательству». Его принятие «повлечет за собой невозможность доступа к объектам для граждан иных вероисповеданий». Кроме того, в заключении отмечалось, что «многие объекты культурного наследия не могут быть использованы при отправлении религиозных обрядов без нанесения им серьёзного вреда». В связи с этим предлагалось «ввести экспертизу состояния объекта, результат которой должен предопределять решение о возможности его передачи».
С данным заключением не согласилась часть членов Общественной палаты, в основном представители религиозных организаций. Отмечалось, что это самый крупный внутренний конфликт в Общественной палате с момента её создания. Общественная палата не поделила церковное имущество

### Принятие закона
Закон был принят Государственной Думой 19 ноября 2010 года и одобрен Советом Федерации 24 ноября 2010 года, подписан президентом РФ Д. А. Медведевым 30 ноября 2010 года.
После подписания закона Президентом Медведевым патриарх Кирилл заявил, что «в области церковно-государственных отношений в России на сегодня не осталось ни одного принципиального вопроса, который бы содержал в себе некий конфликт между Церковью и государством»
По мнению директора Эрмитажа Михаила Пиотровского, «этот закон, как и почти все наше новое законодательство, культуре враждебен».

## Количество объектов религиозного назначения, подпадающих под закон 2010 года
Передаче верующим согласно закону 2010 года подлежат более 11 тыс. объектов культурного наследия по всей России. Федеральных объектов религиозного назначения, признанных объектами культурного наследия и подлежащих передаче верующим было на момент принятия закона № 327 6584 единицы (6402 православных, 79 мусульманских, 68 католических, 13 евангелически-лютеранских, 21 буддистский и 1 иудаистский), а ещё 4417 подлежащих передаче объектов были памятниками регионального значения (4241 православный, 86 мусульманских, 76 католических и 14 иудейских).
Таким образом распределение подлежащих передаче по закону 2010 года объектов религиозного назначения по религиозным организациям на 2010 год составило по России:
- 10643 православных (96,7 % от общего количества);
- 165 мусульманских (1,5 % от общего количества);
- 144 католических (1,3 % от общего количества);
- 21 буддистских (0,2 % от общего количества);
- 15 иудаистских (0,1 % от общего количества).

## Основные отличия Федерального Закона 2010 года от Постановления Правительства 2001 года
По сравнению с Постановлением № 490 от 2001 г., Закон расширяет понятие термина «имущество религиозного назначения». Им считается «недвижимое имущество…построенное для осуществления и (ИЛИ) обеспечения таких видов деятельности религиозных организаций, как совершение богослужений, других религиозных обрядов и церемоний, проведение молитвенных и религиозных собраний, обучение религии, профессиональное религиозное образование, монашеская жизнедеятельность, религиозное почитание (паломничество), в том числе здания для временного проживания паломников, а также движимое имущество религиозного назначения» (ст.2 п.1, нововведения выделены курсивом). Таким образом, закон облегчает передачу религиозным организациям зданий, не используемых непосредственно для проведения богослужений. В настоящее время в таких зданиях нередко располагаются учреждения образования, культуры или здравоохранения.
Закон вводит заявительный порядок передачи имущества. Отменен список дополнительных документов и согласований для передачи памятников истории и культуры. Закон не предусматривает проведения специальной экспертизы на предмет возможности передачи памятника по состоянию сохранности, а также необходимости согласования с Министерством культуры или региональными органами по надзору за сохранением памятников. В нём отсутствует положение о совместном использовании имущества религиозной организацией и организацией культуры. Закон не называет конкретного органа, отвечающего за принятие решений о передаче имущества и их реализацию, отсылая к федеральным законам и нормативным правовым актам федерального, регионального или муниципального уровня.
Закон устанавливает четкие сроки по передаче имущества: 6 лет, если имущество закреплено за организациями культуры, унитарными предприятиями, либо в нём проживают люди, и 2 года для остальных случаев.
Кроме того, режим использования имущества, согласно закону, должен соответствовать уставу религиозной организации. Ещё в 2007 г. в МЭРТ признавали, что религиозные организации смогут «менять функциональное назначение приобретенных в собственность религиозных объектов в целях предпринимательства… Уже заранее придется согласиться с тем, что церковь станет отчуждать, распродавать приобретенное имущество и заниматься предпринимательством». В мае 2010 в министерстве подтвердили, что законопроект не запрещает, к примеру, сдачу площадей в аренду, если это позволяет устав религиозной организации.. По оценкам экспертов, после вступления в силу Закона о передаче имущества религиозного назначения, РПЦ станет одним из крупнейших собственников в России, сопоставимым по стоимости активов с такими структурами, как РЖД и Газпром, и крупным игроком на рынке недвижимости.

## Основные проблемы

### Сохранность
Одной из основных проблем, возникающих в ходе передачи имущества религиозного назначения, является вопрос сохранности культурных памятников, передаваемых церкви из музейных фондов. Так, в 2002 году на территории Ипатьевского монастыря в Костроме, управляемой обителью, сгорела уникальная деревянная церковь, привезённая в середине XX века из села Спас-Вёжи; сообщение о пожаре поступило в пожарную часть лишь спустя час после возгорания, когда спасти памятник было уже невозможно. В Борисоглебском монастыре Дмитрова в ходе «поновления» крепостных стен уничтожен ряд объектов XVII века, в том числе одна из башен. Грубому искажению подвергся при «реставрации» Знаменский собор в Курске: воссоздание двух колоколен над западной частью храма «усложняло бы внутреннюю реконструкцию здания». Поэтому было решено соорудить одну северную колокольню, смело пристроив её с внешней стороны трапезной. При создании новой отопительной системы пострадал иконостас Троицкого собора во Пскове. По данным журналиста М. Н. Ситникова, за время нахождения в Успенском соборе Княгинина монастыря во Владимире ухудшилось состояние Боголюбской иконы Божией матери.
Отмечается, что в некоторых случаях церковным пользователям удаётся обеспечить надлежащую сохранность памятников.
Проблема с сохранностью экспонатов имеет место и по отношению к имуществу, находящемуся в музеях, как в связи с пропажей экспонатов, так и в связи с оплошностями реставрационного вмешательства. Данная проблема обсуждается в контексте передачи религиозным организациям имущества религиозного назначения. В частности, в 2006 году во время внутримузейной проверки в русском отделе Эрмитажа была выявлена пропажа 221 экспоната. Была организована правительственная комиссия, которая при проверке всех музейных фондов России из 83 миллионов находящихся в музеях предметов не смогла обнаружить порядка 86 тысяч. Также в некоторых случаях реставрационное вмешательство приводит к ухудшению состояния произведений искусства. В частности, по мнению сотрудников Русского музея И. В. Соловьевой и И. А. Шалиной, реставрация Торопецкой иконы Божией Матери в 1937 и 1957 годах (расчистка Н. В. Перцева) привела к ухудшению состояния иконы.
В феврале 2010 года Надежда Нефедова отмечала, что перед передачей имущества церкви необходимо довести до приемлемого состояния условия хранения в храмах; также необходимо обучать священнослужителей дисциплине «ризничное дело», в храмах должны быть сотрудники, занимающиеся организацией грамотного хранения икон и утвари.

### Доступность
Другой проблемой в конце 2000-х годов назывался ограниченный доступ к ряду памятников, как, например, к некрополю Донского монастыря в Москве. В Русской православной церкви на замечание о недоступности отвечали, что вход в храм, в отличие от входа в музей, является бесплатным для всех.
В значительной степени ограниченной является доступность экспонатов, находящихся в музейных коллекциях. В экспозиции находится от 3 до 5 % музейных коллекций, в то время как остальные предметы находятся в запасниках, доступ к которым затруднён. Перемещение имущества в церкви может в некоторых случаях значительно повысить доступность экспонатов. Так, Торопецкую икону Божией Матери за время её хранения в церкви Александра Невского в Княжьем Озере до 3 февраля 2010 года смогли увидеть около 30 тыс. человек.

### Проблема предоставления помещений
Согласно ст. 5 п. 4, организации культуры, в чьём оперативном управлении находится передаваемое имущество, должны получить взамен равноценные здания, помещения, обеспечивающих уставные виды деятельности» этих организаций. Тем не менее, до сих пор не завершено, например, строительство фондохранилища для Костромского музея-заповедника, выехавшего из Ипатьевского монастыря ещё в 2005 году.
Кроме того, для ряда организаций культуры, прежде всего музеев-заповедников и музеев фресок, предоставление «равноценных» помещений невозможно, так как их уставная деятельность заключается в сохранении, изучении и показе самих этих зданий и находящихся в них росписей. Предоставить им аналогичные храмы с росписями Рублёва, Дионисия, Грека и других древнерусских мастеров невозможно.

## Ситуация в Калининградской области

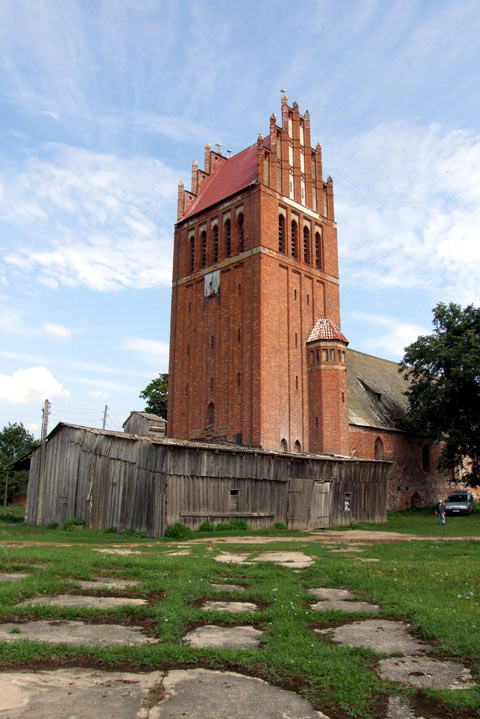
Кирха в посёлке Дружба, до передачи РПЦ использовалась протестантской общиной

Особенная ситуация сложилась в Калининградской области. До 1945 года этот регион являлся частью Германии (Восточной Пруссии). На этой территории, по данным А. П. Бахтина, располагались 222 кирхи и церкви XIII—XX веков постройки, из которых 90 были почти полностью уничтожены, а ещё 67 находились в руинированном состоянии. Таким образом, в Калининградской области уцелели не в руинированном состоянии от германского периода 45 кирх и церквей.
В собственность Русской православной церкви были переданы протестантские и католические культовые здания, то есть, объекты, не имеющие никакого отношения как к РПЦ, так и к российской истории. Часть зданий на момент передачи уже использовалась приходами, не относящимися к РПЦ и понёсшими существенные затраты на их ремонт. Более того, РПЦ были переданы не только церкви, но и старые общинные дома, развалины замков или просто земельные участки, на которых когда-то были церковные постройки. Светлана Соколова, директор музея «Фридландские ворота», считала такую передачу катастрофой для исторического наследия и развития туризма, так как оказались разрушены все связи, налаженные прежними пользователями. Потеряна надежда на привлечение для восстановления зданий средств Евросоюза, при том что церковь не имеет достаточно средств не только для качественного проведения восстановительных работ, но и для сохранения имеющегося. Суммы заведомо потерянных грантов на восстановительные работы измеряются миллионами евро.
В феврале 2010 года в пользование РПЦ был передан замок Георгиенбург близ Черняховска, а в мае в собственность РПЦ были переданы бывшие кирхи в посёлках Владимирово и Дружба. Кирха в Дружбе до передачи РПЦ использовалась местной лютеранской общиной Правдинского района, причём община, по мере своих возможностей, ремонтировала здание и поддерживала его в порядке, сделав кирху одним из культурных центров посёлка. Часть средств на ремонт собиралась частным образом в Германии, жертвователи восприняли передачу здания РПЦ болезненно. В качестве компромисса РПЦ предложила выделить протестантам отдельную комнатку в кирхе, но община посчитала такое сотрудничество невозможным. При этом православные службы в переданном здании проходят не чаще раза в год из-за малого интереса местных жителей. До 450 тысяч евро, собранные в Европе, были вложены в ремонт кирхи Арнау, которую местные власти поначалу отказались передавать, но которая впоследствии тоже была передана и переоборудована в православную церковь, причём реставрация старинных росписей была на полпути прервана без консервации, служебные отметки реставраторов удалены, леса разобраны, сама кирха несколько месяцев стояла бесхозной.
В мае 2010 года в собственность РПЦ были переданы ещё 26 объектов, расположенных на территории Калининградской области, при этом многие из этих объектов ранее были полностью разрушены. Таким образом, РПЦ стала собственником земельных участков (в частности, сквер на улице Сергеева на берегу Нижнего пруда).
Перед принятием Федерального закона о передаче имущества религиозного назначения Калининградская областная дума приняла закон о передаче в собственность РПЦ 15 объектов. В их числе бывшие кирхи, в настоящее время занимаемые Калининградским театром кукол (бывшая кирха памяти королевы Луизы), органным залом Калининградской филармонии (бывшая католическая церковь Святого Семейства), домом культуры, оркестром народных инструментов и ПТУ. Все здания отреставрированы и находятся в центре города. Как заявил представитель Калининградской епархии РПЦ, все организации культуры останутся на своём месте. По словам губернатора Калининградской области Николая Цуканова, решение о передаче данных зданий РПЦ было продиктовано желанием «сохранить это имущество за жителями Калининградской области», так как, по его мнению, после вступления в силу федерального закона его пришлось бы отдать иностранцам, которые, как он считает, вряд ли сохранят в них музеи. Он же ссылается на то, что РПЦ есть «основа государственности», и на устные договорённости, которые, якобы, позволят забрать недвижимость обратно от РПЦ при изменении в законах. Католическая община на протяжении многих лет просила передать ей здание церкви Святого Семейства, гарантируя, что филармония сможет по-прежнему там работать, однако получала отказы со стороны калининградских властей.
Помимо этого, в список переданных РПЦ объектов вошли руины пяти тевтонских замков. Как аргументировал их передачу руководитель епархиального отдела по имуществу Виктор Васильев, «каждый из них некогда являлся военно-монастырским комплексом. В любом замке были капеллы и даже кирхи, где священники проводили службы». Константин Поляков, заместитель председателя областной Думы, отстаивая передачу имущества, утверждал, что инославным и так хватает места, в то время как «доля православного населения у нас составляет 99 процентов».
Осенью 2010 года в Калининграде прошло несколько акций протеста против передачи немецких памятников истории РПЦ. Они стали частью волны протестов, произошедших в регионе в 2009—2010 годах.

## Реституция музейных предметов, архивных документов и имущества, переданного театрам
Закон 2010 года не распространяется на музейные предметы и архивные документы. Порядок передачи музейных предметов и архивных документов регламентирован Постановлением Правительства Российской Федерации от 30 июня 2001 года. Постановлением Правительства Российской Федерации от 21 апреля 2011 года Постановление Правительства Российской Федерации от 30 июня 2001 года было отредактировано и стало полностью посвящено передаче религиозным организациям музейных и архивных материалов. В частности было установлено, что договор о передаче может быть расторгнут, если переданные материалы хранятся с нарушением федерального законодательства.
Также возникли трудности с возвратом имущества, переданного театрам, например, колоколов. Митрополит Русской православной старообрядческой церкви Корнилий в 2020 году сообщил, что власти согласны вернуть старообрядцам колокола, изъятые из старообрядческого храма в Гавриковом переулке и переданные в Большой театр, только если религиозная организация сделает за свой счет и передаст государству точные копии этих колоколов.

## Количество переданных религиозным организациям объектов недвижимости
В 1995—2010 годах передача недвижимости религиозным организациям шла в России медленно. В декабре 1995 года на государственном учёте состояли 12107 культовых памятников, а в 2010 году — 11 001 культовый памятник. Таким образом, за 15 лет (с 1995 по 2010 годы) религиозным организациями по всей России было передано около 1,1 тыс. культовых зданий, или 9,1 % от их общего количества в государственной собственности по состоянию на 1995 год.
По словам Александра Солдатова, главного редактора Portal-credo.ru, к 2018 году Русская православная церковь получила по федеральному закону № 327 не более тысячи зданий (из 20 тыс. имеющихся у Русской православной церкви). С учётом зданий, переданных в 1995—2010 годах, в собственности государства осталось около 80 % дореволюционных культовых памятников, которыми оно располагало в 1995 году.

## Расходы по восстановлению разрушенных культовых зданий перед их передачей религиозным организациям

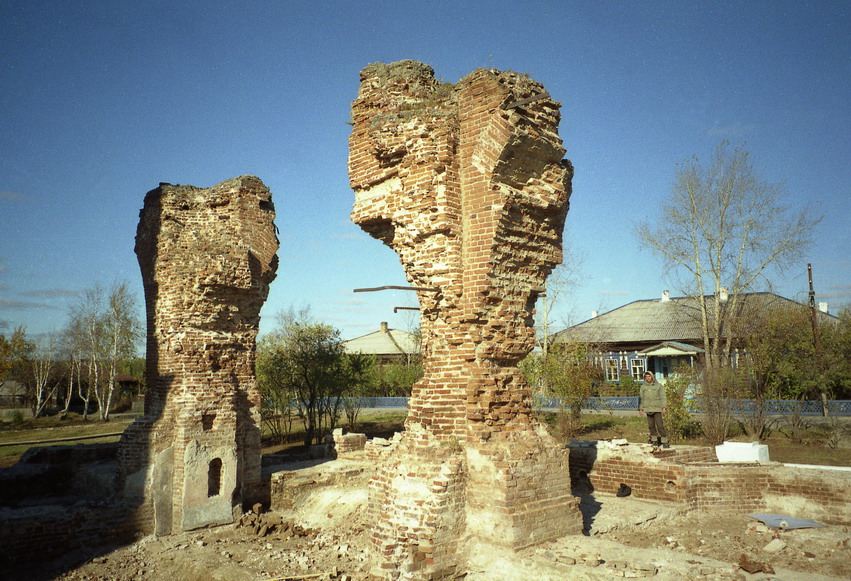
Михайло-Архангельский храм в Меркушине (Свердловская область), взорванный в советский период (вид 2001 года). В 2000-е годы восстановлен

Проблемой при передаче стало восстановление передаваемых дореволюционных зданий. Многие национализированные здания дореволюционной постройки находились в ветхом, аварийной состоянии, а то и в руинах. Например, все здания, переданные верующим в Приморском крае к 2017 году, на момент передачи находились в неудовлетворительном состоянии. После передачи к 2017 году на территории Приморского края не было ни одного случая, чтобы новый пользователь ухудшил состояние переданного ему ранее объекта.
В конце 1980-х — начале 1990-х годов верующим передавали здания в том состоянии, в котором они на момент передачи находились. Только распоряжение президента Российской Федерации от 23 апреля 1993 года и дополнившее его положение № 490 от 30 июня 2001 года обязали собственника передаваемого здания до момента передачи завершить в нём комплекс реставрационно-восстановительных работ. До выхода этих документов объект передавали религиозной общине в текущем состоянии, причём община давала обязательство отреставрировать его за свой счёт. В некоторых случая община верующих должна была ещё и оплатить властям расходы по переезду того светского учреждения, которое занимало передаваемое культовое здание. Например, лютеранская община взяла на себя обязательство выплатить 500 тыс. долларов США на переезд музея Краснознаменного Тихоокеанского флота из здания кирхи во Владивостоке (само здание было изношено к тому времени по официальному заключению на 65-70 %).
Как отмечал игумен Филипп (Симонов) в 2011 году: «Я вам гарантирую, что большинство объектов, о которых идёт речь в 327 законе, который иногда называют „законом о реституции“, находится в таком состоянии, что и бюджету там есть что поделать. <…> Где крыши нет, где ещё чего. И вот здесь начинаются всякого рода процессы (в том числе можно серьезно говорить и о двойном налогообложении), которые придется уже решать не государству, а Церкви, чтобы эти руины приводить в божеский вид. Это не реституция! Реституция — это когда тебе в отремонтированном состоянии все передали, дали свидетельство о собственности и давай там работай. Здесь просто перекладываются на плечи церковного народа те задачи, с которыми не сумело справиться государство».